# Estêvão Willian
Estêvão Willian Almeida de Oliveira Gonçalves (* 24. dubna 2007) je brazilský profesionální fotbalista, který hraje na pozici křídelníka za klub Chelsea FC

## Klubová kariéra
Estêvão Willian se narodil ve France v Brazílii a svou mládežnickou kariéru zahájil v akademii Cruzeiro v roce 2017. Původně používal přezdívku "Messinho" jako poctu Lionelu Messimu, kvůli podobnosti v jejich herním stylu. V následujícím roce 2018, ve věku 10 let, podepsal profesionální smlouvu s Nike, stal se jejich nejmladším brazilským hráčem, který podepsal smlouvu se společností, čímž překonal Rodryga Goese. Dne 6. května 2021 přestoupil do mládežnické akademie Palmeiras. V sezóně 2022 pomohl mládežnickým týmům Palmeiras vyhrát turnaje Campeonato Paulista Sub-17, Campeonato Paulista Sub-15, Copa do Brasil Sub-17 a Campeonato Brasileiro Sub-17. V říjnu 2023 vstřelil hattrick ve finále Campeonato Brasileiro Sub-17, které skončilo vítězstvím 3:0 nad São Paulem, a pomohl tak svému klubu k druhému titulu v soutěži v řadě.
Dne 7. prosince 2023 si Estêvão odbyl svůj profesionální debut za Palmeiras, když nastoupil z lavičky v 78. minutě při remíze 1:1 na hřišti Cruzeira, která zpečetila zisk titulu v Sérii A. V 16 letech a 8 měsících se stal čtvrtým nejmladším hráčem v historii klubu.
Estêvão se vrátil do týmu Palmeiras U20 na turnaj Copinha 2024 a stal se významným hráčem soutěže a hlavním hráčem týmu v soutěži.

## Reprezentační kariéra
Estêvão Willian byl poprvé povolán do reprezentace Brazílie do 17 let v říjnu 2022 k sérii přátelských zápasů.

## Úspěchy

### Klubové
Palmeiras (mládežnická kariéra)
- Campeonato Paulista Sub-15: 2021
- Campeonato Paulista Sub-17: 2022
- Copa do Brasil Sub-17: 2022, 2023
- Campeonato Brasileiro Sub-17: 2022, 2023
- Copa São Paulo de Futebol Júnior: 2023
- Campeonato Paulista Sub-20: 2023

Palmeiras (seniorská kariéra)
- Campeonato Brasileiro Série A: 2023